# شوشانا استرن
شوشانا استرن (انگلیسی: Shoshannah Stern؛ زادهٔ ۳ ژوئیهٔ ۱۹۸۰) یک هنرپیشه اهل ایالات متحده آمریکا است.
از فیلم‌ها یا برنامه‌های تلویزیونی که وی در آن نقش داشته است می‌توان به همر و سریال های سوپرنچرال و جریکو اشاره کرد.